# イラン・ベースボール・リーグ
イランベースボールリーグとは、イラン国内唯一の野球リーグである。
イラン野球委員会によって運営されている。

## 概要
イラン野球委員会は1992年にモハマド・バガー・ゾルファガリアンによって設立された。1993年に連盟となり、2010年にスポーツ協会連盟の一部となるまで連盟であり続けた。中東には対戦して経験を積むのに十分なチームがなかったこと、そして東南アジアのエリートチームと対戦するのに十分な強さがなかったことが理由であった。
優勝したチームはそのまま野球イラン代表となり、国際大会に派遣される。

## 開催形式
2009年までは、イラン国内12州に代表チームを立ててチャンピオンシップを行う形式をとっていた。2010年より、12州をノースカンファレンスとサウスカンファレンスに分け、各カンファレンスの上位2チームがプレーオフに進出できる形をとっていた。
2023年シーズンには5チームが参加することになっている。
シーズンは夏季に行われ、総当たり戦を行う。9月に決勝戦が行われチャンピオンが決定する。
イラン国内に野球専用スタジアムはキャラジに在するテヘラン革命スポーツコンプレックスにしか存在しないため、公式戦がサッカー場で行われることも多かった。現在は全ての試合が前述の野球場にてで行われている。
決勝戦はサメン・アラーメスタジアムで行われている。

## 参加チーム（2023シーズン）
それぞれのチームには25人の選手が所属している。
- サーラール・ブーシェフル
- スペクトラム・テヘラン
- レジスト・ギーラーン
- イスファハーン
- ホラーサン・ラザヴィ

## 各シーズン

### 2023年シーズン
2023年は7月8日から16日にかけて非常に短い期間で行われた。打高のシーズンであり、全ての試合で二桁得点が達成された。
ブーシェフルが全勝で決勝に進み、優勝を決めた。
決勝戦の際、国内リーグの二部の実施が検討されていることが明らかになった。
| 順位 | チーム名       | 試合数 | 勝利 |
| ---- | -------------- | ------ | ---- |
| １   | ブーシェフル   | ４     | 4    |
| ２   | ラザヴィ       | ４     | 3    |
| ３   | ギーラーン     | ４     | ２   |
| ４   | テヘラン       | ４     | １   |
| ５   | イスファハーン | ４     | ４   |

## かつて参加していたチーム
- ケルマーン・アザド大学
- アルタン・コム
- ハヤト・ホラサン・ラザヴィ
- マザンダラーン
- アルボルツ
- ナデリ・ブーシェフル
- アータン・リーガル